# Jestřebí (Náchodi járás)
Jestřebí település Csehországban, Náchodi járásban. Jestřebí Sendraž, Libchyně, Náchod, Česká Čermná, Nový Hrádek, Přibyslav, Mezilesí és Nové Město nad Metují településekkel határos. Lakosainak száma 166 fő (2024. január 1.).

## Népesség
A település lakosságának változását az alábbi diagram mutatja:
| Lakosok száma | 222  | 194  | 198  | 130  | 189  | 169  | 168  | 157  | 160  | 166  |
|               | 1869 | 1890 | 1921 | 1950 | 1980 | 2001 | 2017 | 2019 | 2022 | 2024 |